# Radio Grodno
Radio Grodno (Radio Grodna) - białoruska państwowa stacja radiowa nadająca w obwodzie grodzieńskim. Należy do Biełteleradyjokampaniji.

## Historia
Radio Grodno zostało założone w 1999 roku. Nadawanie rozpoczęło się 1 grudnia 1999 na częstotliwości 67,76 MHz.
3 lipca 2003 r. w Grodnie uruchomiono nadajnik na częstotliwości 101,2 FM, gdzie Radio Grodno, jako jedno z pierwszych regionalnych rozgłośni radiowych, zaczęło nadawanie na falach ultrakrótkich. Na początku 2004 r. Radio Grodno przeszło na nadawanie całodobowe, a w październiku 2004 r. uruchomiło dodatkowe nadajniki w Słonimie (102,5 FM), Smorgonie (102,8 FM) i Gieranonach (107,8 FM). Obecnie Radio Grodno nadaje w Grodnie, Lukach, Słonimie, Smorgonie, Świsłoczu, Trokenikach, Mostach i w Gieranonach, i działa w północnych regionach obwodu brzeskiego, południowo-wschodniej Litwy i wschodniego województwa podlaskiego.